# Pterhemia mutilatalis
Pterhemia mutilatalis är en fjärilsart som beskrevs av Achille Guenée 1854. Pterhemia mutilatalis ingår i släktet Pterhemia och familjen nattflyn. Inga underarter finns listade.